# Harry Gordon Lawrence
Pour les articles homonymes, voir Lawrence.

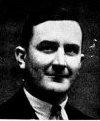
Harry Gordon Lawrence

Harry Gordon Lawrence (1901‑1973) est un homme politique sud-africain, membre du parti sud-africain (1929-1934), du parti uni (1934-1959) puis du parti progressiste (1959-1973), député (1929-1961) qui est ministre du travail (1938-1939), de l'intérieur (1939-1943 et 1948), de la santé publique (1939-1948), des affaires sociales (1943-1948), de la démobilisation (1944-1948) et de la justice (1945-1948) dans les gouvernements de James Barry Hertzog et de Jan Smuts.

## Biographie
Né au Cap, alors colonie britannique, il fait ses études à l'université d'Afrique du Sud et obtient un diplôme de droit. inscrit au barreau du Cap (1926), il devient avocat.
Il est élu en 1929 au parlement en tant que député de la circonscription de Salt River sous les couleurs du parti sud-africain de Jan Smuts. Il est réélu sans discontinuer sous les couleurs du Parti uni jusqu'en 1961.
De 1938 à 1948, Lawrence est membre des gouvernements de JBM Hertzog puis de Jan Smuts.
Après la victoire du parti national aux élections de mai 1948, Lawrence entre dans l'opposition. Désapprouvant la ligne politique trop centriste à son goût du parti uni, il forme avec quelques autres députés le parti progressiste en 1959. Il en devient le président en 1960 et est le candidat du parti progressiste aux élections de 1961 dans sa circonscription de Salt River. Il est battu et prend alors sa retraite politique, restant membre actif du parti progressiste. Il est notamment chef du parti par intérim après la démission de Jan Steytler en décembre 1970 et la nomination de Colin Eglin en février 1971.